# 能條純一
能條純一（のうじょう じゅんいち，1951年1月22日—），日本漫畫家，出生於東京都。1996年以其作品月下棋士獲得第42屆小學館漫畫獎。

## 作品
- 醫神Dr.汞
- 月下棋士
- 撞球男孩
- 奇蹟少年
- 樂壇爭霸
- 雲端駭客

### 插畫
- 3月的獅子（2016年，電視動畫第3話片尾）